# Kékhüvelyfélék

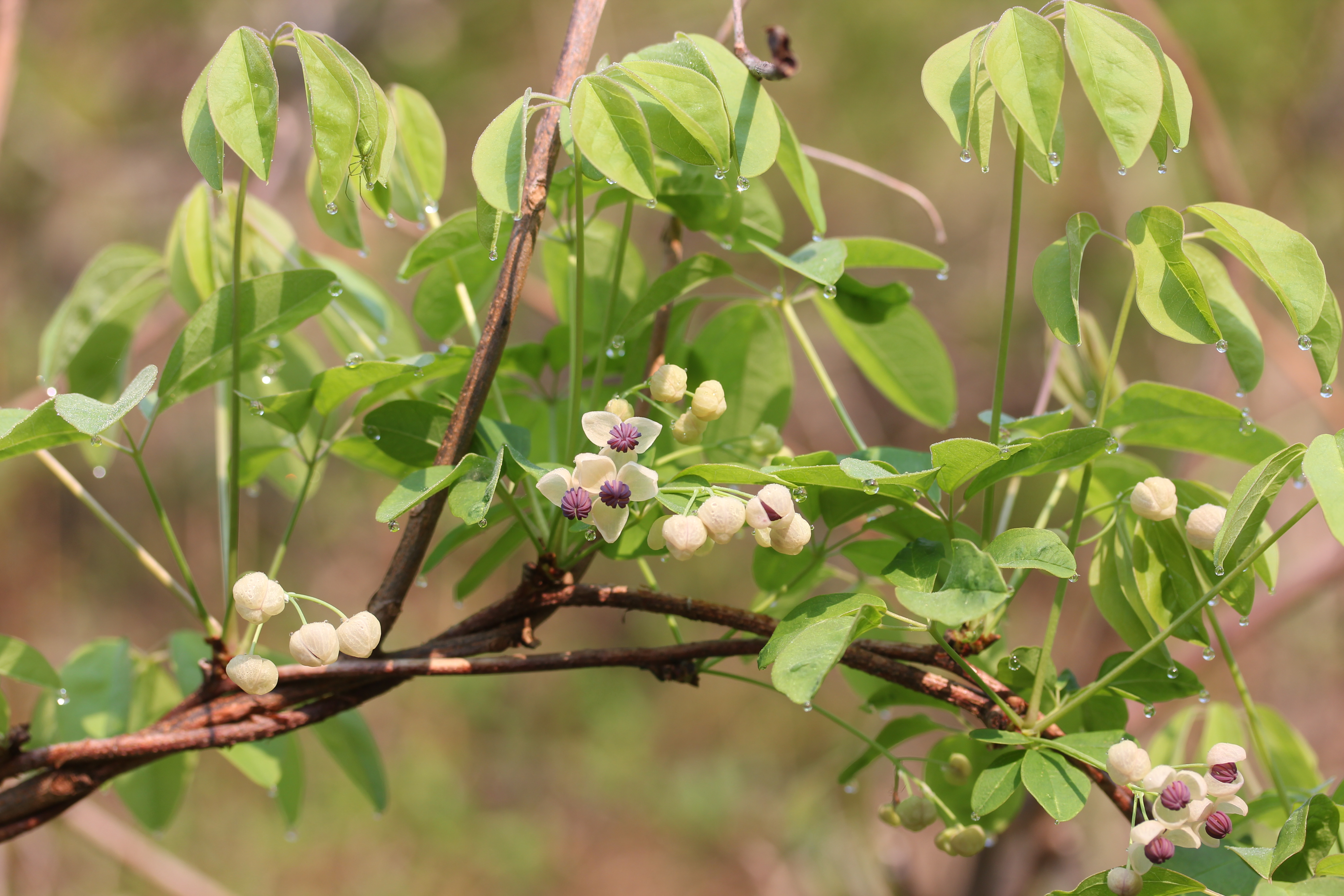
Ötlevélkéjű akébia (Akebia quinata) hajtása porzós virágokkal

A kékhüvelyfélék (Lardizabalaceae) a boglárkavirágúak (Ranunculales) rendjének egyik családja két alcsaláddal, több mint 40 fajjal.

## Származásuk, elterjedésük
Fajai két nemzetség kivételével Kelet-Ázsiában élnek; a névadó kékhüvely (Lardizabala) és a Boquila nemzetség hazája Dél-Amerika (Chile, illetve Chile és Nyugat-Argentína)

## Megjelenésük, felépítésük
Fajai a cserje, illetve kisebb fatermetű babfa (Decaisnea) nemzetség kivételével folyondárok.

## Rendszertani felosztásuk
A két alcsaládot összesen hét nemzetségre bontják.
- babfaformák (Decaisneoideae) alcsaládja egy nemzetséggel:
  - babfa (Decaisnea)

- - Sinofranchetieae nemzetségcsoport egy nemzetséggel:
    - Sinofranchetia

- kékhüvelyformák (Lardizabaloideae) alcsaládja két nemzetségcsoporttal:

- - Sinofranchetieae nemzetségcsoport egy nemzetséggel:
    - Sinofranchetia

- - Lardizabaleae nemzetségcsoport hagyományosan hét nemzetséggel:
    - Akébia (Akebia)
    - Archakebia
    - Boquila
    - Decaisnea
    - Holboellia
    - Lardizabala
    - Stauntonia

A molekuláris genetikai vizsgálatok a nemzetségek számát hétre csökkentették:
- az Archakebia nemzetség fajait az Akebia nemzetségbe sorolták át;
- a Holboellia és a korábban volt Parvatia nemzetséget beolvasztották a Stauntonia nemzetségbe.[3]

## Fordítás
- Ez a szócikk részben vagy egészben  a   Lardizabalaceae című angol Wikipédia-szócikk ezen változatának fordításán alapul.  Az eredeti cikk szerkesztőit annak laptörténete sorolja fel. Ez a jelzés csupán a megfogalmazás eredetét és a szerzői jogokat jelzi, nem szolgál a cikkben szereplő információk forrásmegjelöléseként.